# Бочна
Бочна (словен. Bočna) је насељено место у општини Горњи Град, Савињска регија, Словенија.

## Историја
До територијалне реорганизације у Словенији била је у саставу старе општине Мозирје.

## Становништво
У попису становништва из 2011. године, Бочна је имала 621 становника.
| Број становника према пописима | Број становника према пописима | Број становника према пописима |
| ------------------------------ | ------------------------------ | ------------------------------ |
| 1991                           | 2002                           | 2011                           |
| 692                            | 662                            | 621                            |

Напомена: Године 1952. повећана за насеља Делце, Кропа, Надбочна, Оток, Подхом, Слатина и Чепље која су укинута.

## Галерија
- засеок Чепље
- засеок Кропа